# Зал колесницы
Зал колесницы (итал. Sala della Biga) — один из залов Ватиканских музеев.
Зал колесницы, созданный в годы понтификата папы Пия VI (1775—1799), получил своё название от хранящейся в нём мраморной римской колесницы I в. до н. э., реставрированной в 1788 году скульптором Франческо Францони (колёса и одна из двух лошадей). В этом же зале выставлены скульптура бородатого бога Вакха и двух дискоболов, статуя атлета, многочисленные саркофаги и другие произведения античного искусства.